# Tryb Windows XP

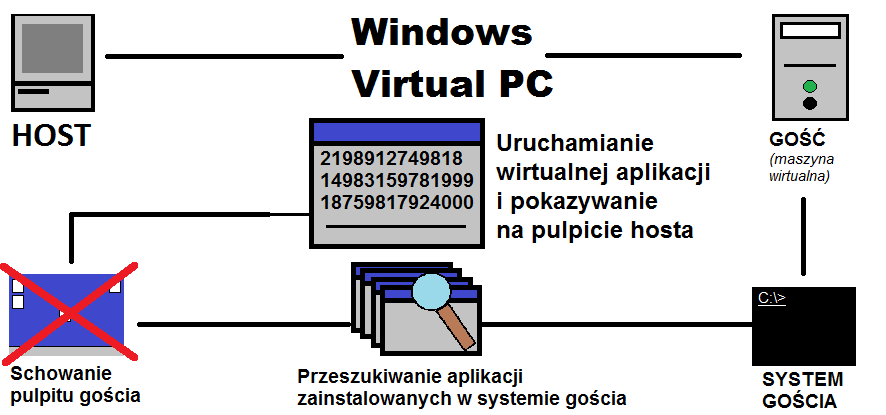
Schemat działania trybu Windows XP

Tryb Windows XP (ang. Windows XP Mode) – komponent związany z programem Windows Virtual PC, pozwalający na uruchamianie aplikacji niekompatybilnych z Windows 7, a wydany 22 października 2009 roku.

## Wymagania
Aby można było korzystać z Trybu Windows XP, wymagane jest posiadanie Windows 7 w edycji Professional, Enterprise lub Ultimate. W edycjach Home Premium i Home Basic nie ma możliwości uruchomienia tego trybu.

## Specyfikacja
Pod względem graficznym Tryb Windows XP emuluje kartę graficzną S3, która nie pozwala na wyświetlenie wszystkich kolorów w dobrej jakości, natomiast akceleracja 3D nie jest w ogóle wspierana. Sterowanie pozwala wyłącznie na zmianę pojemności przydzielonej pamięci RAM oraz umożliwia wykorzystanie tylko jednego rdzenia procesora.

## Działanie
Po instalacji dowolnej aplikacji na wirtualnej maszynie Windows XP można ją uruchomić bezpośrednio z poziomu Menu Start Windowsa 7. W trakcie uruchamiania tzw. wirtualnej aplikacji Windows Virtual PC uruchamia system (wirtualną maszynę), następnie wybrany program, potem ukrywa pulpit systemu wirtualnego i pokazuje aplikację (jej okno) na pulpicie komputera hosta. To wszystko jest możliwe dzięki funkcjom integracji, które są instalowane w systemie gościa.